# Apsvans (växt)
Apsvans (Sedum morganianum) är en art i familjen fetbladsväxter från Mexiko.